# Pradip Krishen
Pradip Krishen, né en 1949 à New Delhi est un réalisateur indien ayant connu le succès avec les films Massey Sahib et In Which Annie Gives It Those Ones (1985), sur un scénario de son épouse Arundhati Roy et avec Shahrukh Khan, un acteur encore inconnu, et Electric Moon (1992),.
Historien de formation, il commença à réaliser des films documentaires et une série télé en 21 épisodes : The Banyan Tree.
Après 1985, il devint naturaliste et botaniste. Depuis 1995, il est passionné par l'étude des arbres et organise des parcours pédagogiques au sein des villes ou des jungles indiennes.
Il a publié un livre à succès : Trees of Delhi: A Field Guide, Delhi Tourism, Indian National Trust for Art and Cultural Heritage (INTACH). Published by Dorling Kindersley (India), 2006.  (ISBN 0144000709).

## Filmographie
- 1985 : Massey Sahib
- 1989 : In Which Annie Gives It Those Ones
- 1992 : Electric Moon